# Alexander N'Doumbou
Alexander A. N'Doumbou (født 4. januar 1992 i Port-Gentil, Gabon) er en fodboldspillere fra Gabon der spiller som midtbanespiller for Ligue 1-klubben Olympique Marseille.

## Ungdoms karriere
N'Doumbou startede med at spille fodbold som 12-årig i AS Sogara i hjemmelandet. Herefter skiftede han til franske FC Carpentras i 2004 som han spillede for indtil 2005. Derfra tog han til Martigues og spillede der et år, indtil han i 2006 skiftede til Olympique Marseille, og fik sig en ungdomskontrakt. N'Doumbou var anfører for Olympique Marseilles U17 mandskab som vandt Championnat National U-17 i 2008-09 sæsonen. 

## Klubkarriere

### Olympique Marseille
Den 18. november 2009 skrev N'Doumbou under på sin første professionelle kontrakt. 
Den 9. januar 2010 fik N'Doumbou sin debut for førsteholdet imod Trélissac FC i  Coupe de France. Dette var blot fem dage efter hans 18-års fødselsdag
N'Doumbou blev i 2 sæsoner (2011-2013) udlejet til US Orléans. Han spillede i alt 31 ligakampe for klubben og scorede tre mål.

## Landshold
N'Doumbou spiller for Gabons landshold. Han fik sit første opkald fra landstræner Alain Giresse i 2009, men har dog først fået sin debut i 2011.

## Personlige liv
N'Doumbou er søn af en gabonesisk far og en kinesisk mor. Parret mødte hinanden i Kina, da N'Doumbous far den gang gik i skole der.